# Artur Ruciński

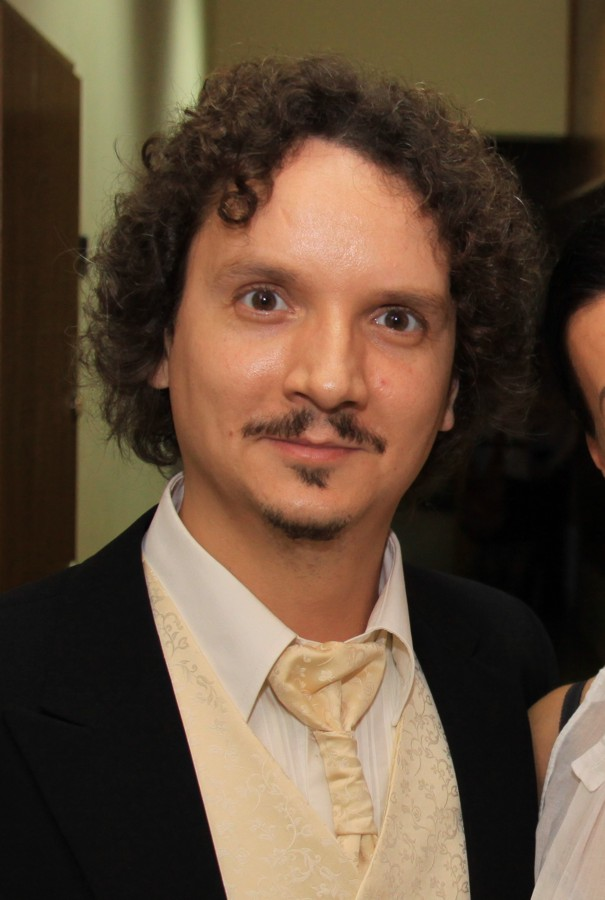
Artur Ruciński

Artur Ruciński (geboren am 25. April 1976 in Warschau) ist ein polnischer Opernsänger der Stimmlage Bariton.

## Leben
Ruciński studierte an der Fryderyk-Chopin-Universität für Musik seiner Heimatstadt und debütierte 2001 als Papageno in der Zauberflöte an der Kammeroper Warschau. Gleich im Folgejahr wurde er von der Polnischen Nationaloper eingeladen, die Titelpartie in Tschaikowskis Eugen Onegin zu übernehmen. Es folgten der Fürst Jeletzki in Tschaikowskis Pique Dame, dirigiert von Valery Gergiev, und 2008 der Valentin in einer Robert-Wilson-Inszenierung von Gounods Faust. An der Warschauer Oper konnte sich Ruciński ein breites Rollenrepertoire erarbeiten, das von Mozarts Papageno, dessen Guglielmo (Così fan tutte) und Almaviva (Le nozze di Figaro) über die klassischen Belcanto-Partien bis zu Puccini, Tschaikowski und Komponisten der Moderne reicht. Er sang unter anderem den Ford in Verdis Falstaff, Sharpless und Lescaut in den Puccini-Opern Madama Butterfly und Manon Lescaut sowie den Gradier in Pendereckis Die Teufel von Loudun. In einer Baritonversion der Partie Nicklausse/Muse war er in Harry Kupfers Produktion von Offenbachs Les Contes d’Hoffmann zu erleben.
2009 debütierte Ruciński in der Titelpartie von Szymanowskis Król Roger am Gran Teatre del Liceu in Barcelona, 2010 folgte der internationale Durchbruch als Eugen Onegin gemeinsam mit dem Tenor Rolando Villazón und unter Leitung von Daniel Barenboim an der Staatsoper Unter den Linden in Berlin sowie mit der szenischen Uraufführung von Mieczysław Weinbergs Hauptwerk Die Passagierin bei den Bregenzer Festspielen. In der Spielzeit 2010/11 debütierte er schließlich auch als Enrico in Lucia di Lammermoor an der Staatsoper Hamburg, wo er in der Folge auch als Ford und Lescaut, als Figaro in Rossinis Il barbiere di Siviglia und als Giorgio Germont in Verdis La traviata zu erleben war. Seit 2010 gastiert er auch am Palau de les Arts Reina Sofía in Valencia als Onegin, als Lescaut mit Lorin Maazel am Pult, sowie demnächst als Malatesta im Don Pasquale. In Łódź sang er den Riccardo in Bellinis I puritani und in Lwiw den Silvio in Leoncavallos Pagliacci.
2011 debütierte Ruciński als Mercutio in Gounods Roméo et Juliette in der Arena von Verona, in der er seither – auch als Giorgio Germont und Conte di Luna – regelmäßig auftritt. Dazwischen kehrt er immer wieder nach Warschau zurück, um in seiner Heimatstadt den Eugen Onegin und den Fürsten Jeletzki, den Janusz in Moniuszkos Halka und den Ezio in Verdis Attila zu singen. Auch nach Berlin kehrte er – als Almaviva unter Barenboim – zurück. 2012 debütierte er als Francesco di Moor in Verdis I masnadieri am geschichtsträchtigen Teatro San Carlo von Neapel und als Marcello in Puccinis La Bohème an der Los Angeles Opera, in einer Rolle, die er zuvor bereits in Polen gesungen hatte.
Das Jahr 2013 ergab eine Reihe von Debüts an bedeutenden Opernhäusern: im Januar als Miller in Verdis Luisa Miller an der Israeli Opera in Tel Aviv, als Francesco di Moor am Teatro La Fenice in Venedig und später auch in Parma, im Februar als Ford an der Opéra National de Paris, im Mai als Conto di Luna in Verdis Il trovatore im Theater an der Wien (im Rahmen der Wiener Festwochen), anschließend in derselben Rolle in der Arena di Verona, im Oktober als Francesco di Moor in Parma und im November als Ford in Bari. 2014 stellte sich der Sänger an der Bayerischen Staatsoper in München, dirigiert von Kirill Petrenko, und am Teatro Comunale di Bologna als Eugen Onegin vor und sang an der Oper Frankfurt den Ford, mit Bertrand de Billy am Pult. Auch sprang er höchst erfolgreich als Conte di Luna für den erkrankten Plácido Domingo bei den Salzburger Festspielen ein. Seine Partner in Alvis Hermanis’ monumentaler Il trovatore-Inszenierung waren Anna Netrebko, Marie-Nicole Lemieux und Francesco Meli. Publikum und Kritik reagierten enthusiastisch. Im Februar 2016 debütierte er als Sharpless in Puccinis Madama Butterfly an der Metropolitan Opera in New York.

### Im Konzertsaal
Für Polskie Radio und Telewizja Polska sang er anlässlich des Festivals Warschauer Herbst im Jahr 2002 in der Uraufführung von Osvaldas Balakauskas’ Kammeroper La Lointaine. Für BNT, das Bulgarische Fernsehen, sang er in Gabriel Faurés Requiem. In Paris übernahm er Gesangssoli in Georg Friedrich Händels Messiah und in Ludwig van Beethovens 9. Sinfonie. In Sofia und in Oslo sowie im Wiener Musikverein war er in Carl Orffs Carmina Burana zu hören.
Das Gedenkkonzert anlässlich des 70. Jahrestages des nationalsozialistischen Überfalls auf Polen in Gdańsk mit Benjamin Brittens War Requiem erhielt internationale Aufmerksamkeit. Im Mai 2010 war er bei der Eröffnungsgala der Wiener Festwochen am Wiener Rathausplatz beteiligt, die live in mehr als 25 Länder übertragen wurde. 2011 debütierte er an der Dresdner Philharmonie in Krzysztof Pendereckis Lukas-Passion. Im Januar 2012 folgte sein erster Auftritt in Großbritannien: Artur Ruciński wurde eingeladen, im Londoner Konzertsaal St John’s, Smith Square ein Rosenblatt Recital zu singen. Die Rosenblatt Recitals sind eine Serie von Soloabenden aufstrebender oder bereits anerkannter Opernsänger. Neben einer Reihe von Arien sang er auch Tadeusz Bairds Four Love Sonnets, beruhend auf polnischen Übersetzungen von Shakespeare-Sonetten. In Neapel übernahm der Sänger – unter Leitung von Nicola Luisotti – Soli in Puccinis Messa di Gloria und in Mahlers Kindertotenliedern.
Am 20. Dezember 2014 trat Ruciński im traditionellen Adventskonzert Christmas in Vienna im Wiener Konzerthaus auf, gemeinsam mit Natalia Ushakova, Vesselina Kasarova, Ramón Vargas, der Wiener Singakademie und den Wiener Sängerknaben. Im Februar 2015 sang er Karol Szymanowskis Stabat mater mit dem Radio-Symphonieorchester Wien (RSO Wien) unter Ingo Metzmacher. Am 19. Dezember 2015 sang er wiederum bei Christmas in Vienna im Konzerthaus – dieses Mal gemeinsam mit Piotr Beczała, Angelika Kirchschlager und Valentina Naforniță. Es spielte das RSO Wien unter der Leitung von Erwin Ortner.

## Auszeichnungen (Auswahl)
- 2005: Concorso Internazionale Toti Dal Monte
- 2003: Internationaler Hans-Gabor-Belvedere-Gesangswettbewerb

## Aufnahmen (Auswahl)

### DVD
- Ford in Falstaff
- Live-Aufnahme von Verdis I masnadieri, Januar 2013[9]
- Eugen Onegin in Valencia, Leitung: Omer Meir Wellber

### CD
- Solo-Album Songs and Arias